# 1964 au Québec
Cet article traite des événements survenus en 1964 au Québec. 

## Événements

### Janvier
- 3 janvier : la France et le Québec signent une entente dans le domaine de l'éducation, prévoyant des stages pour étudiants, professeurs et spécialistes dans les deux territoires[1].
- 8 janvier : une nouvelle commission d'enquête est instituée devant faire la lumière sur l'affaire Coffin[2].
- 14 janvier : ouverture de la troisième session de la 27e législature. Le discours du Trône annonce l'édification d'un régime de retraite spécifiquement québécois, une refonte de la loi sur les mines, le renforcement des droits juridiques de la femme mariée et la création d'un nouveau Code du Travail[3].
- 20 janvier : Marcel Chaput démissionne de son poste de chef du Parti républicain du Québec[4].

### Février
- 5 février : la loi 60, créant un ministère de l'Éducation, est votée[5].
- 14 février : l'Assemblée législative du Québec vote en faveur de la Loi sur la capacité juridique de la femme mariée[6].

### Mars

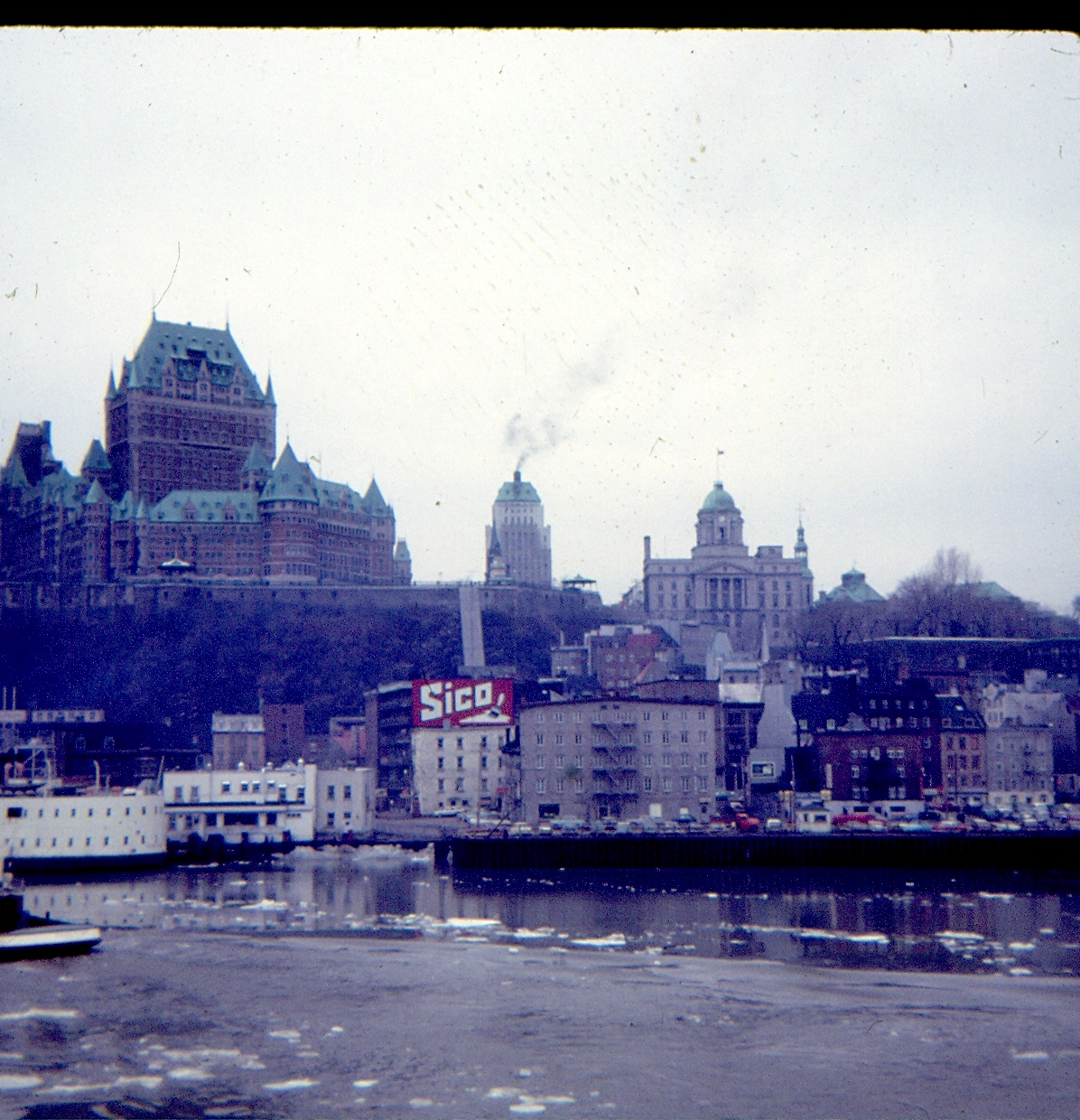
Ville de Québec en mars

- 15 mars : le mariage de Richard Burton et d'Elizabeth Taylor à Montréal devient un événement médiatique de premier ordre dans le domaine culturel[7].

### Avril
- Avril : Claude Léveillée est le premier chansonnier à se produire sur la scène de la Place des Arts de Montréal[8].
- 1er avril : lors d'une conférence fédérale-provinciale, Jean Lesage obtient l'opting out, c'est-à-dire le droit de retrait avec compensation du programme fédéral de régime de retraite[9].
- 10 avril : Jean Lesage rend public un programme de régime de retraite proprement québécois[10].
- 24 avril : le discours du budget annonce des dépenses de plus de 1 milliard de dollars pour 1964-1965[10].

### Mai
- 1er mai : 
  - GM annonce l'établissement d'une usine d'automobiles à Blainville[11].
  - Claude Ryan devient directeur du Devoir[12].
- 13 mai : Paul Gérin-Lajoie devient le premier ministre de l'Éducation[13].
- 15 mai : le comité interministériel d'études sur le régime de retraite recommande la création d'une Caisse de dépôt et placement, qui deviendrait l'un des pôles de l'essor économique du Québec[14].
- 31 mai : Pierre Bourgault succède à Guy Pouliot comme chef du RIN[15].

### Juin
- 15 juin : Création du Journal de Montréal par l'homme d'affaires Pierre Péladeau. Le tirage est de 100 000 exemplaires[16],[17].

### Juillet
- 1er juillet : la Loi sur la capacité juridique de la femme mariée donnant le droit à la femme mariée la capacité juridique d'exercer une profession et de gérer ses propres biens entre en vigueur. La loi est parrainée par Marie-Claire Kirkland-Casgrain[18].
- 22 juillet : l'Assemblée législative adopte la loi 54 qui crée un nouveau Code du Travail. Celui-ci accorde le droit de grève aux employés des hôpitaux, des commissions scolaires et des municipalités[19].
- 31 juillet : la session est prorogée[20].

### Août
- 4 août : les employés de la Régie des alcools sont les premiers employés du secteur public à se syndiquer[21].
- 31 août : Claude Wagner devient le nouveau solliciteur général du Québec[22].

### Septembre
- 3 septembre : CBVT, le canal 11 de Québec, entre en ondes[23].
- 4 septembre : Georges-Émile Lapalme annonce son retrait de la vie politique. Pierre Laporte le remplace aux Affaires culturelles tout en gardant les Affaires municipales[22].
- 8 septembre : les Beatles en spectacle au Forum de Montréal[24].
- 21 septembre : sept dissidents du RIN, dont Jean Garon, annoncent qu'ils formeront un nouveau parti indépendantiste, le Ralliement national. Ils se déclarent en désaccord avec les "tendances révolutionnaires" du RIN[25].

### Octobre
- 5 octobre : le PLQ remporte 4 élections partielles. Claude Wagner devient le nouveau député de Verdun. Le Parti libéral remporte également celles de Dorchester, Matane, et Saguenay[22].
- 9 octobre : Élisabeth II débarque à Québec et est accueillie par Jean Lesage. Une manifestation menée par Pierre Bourgault est dispersée au Centre Durocher, dans le quartier Saint-Sauveur[26],[27].
- 10 octobre : 
  - la police matraque des manifestants qui scandaient « Vive le Québec libre! » lors du passage d'Élisabeth II sur la rue Saint-Louis et la place d'Armes à Québec. C'est le Samedi de la matraque[28].
  - la ville de Québec reçoit la souveraine Élisabeth II. Elle se rend à l'Assemblée nationale du Québec et y prononce un discours faisant appel à une nouvelle « entente » entre le Québec et le reste du Canada pour continuer « l'œuvre » des Pères de la Confédération[29].
- 15 octobre : lors d'une conférence fédérale-provinciale, Ottawa et les provinces s'entendent sur la formule dite Fulton-Favreau: les changements fondamentaux à la Constitution devront obtenir l'appui unanime des onze gouvernements, les changements régionaux l'appui des provinces concernées, et tout autre changement celui de 7 des 10 provinces représentant la moitié de la population canadienne[30].
- 20 octobre : Roger Provost, chef de la FTQ, meurt à l'âge de 53 ans[31].
- 30 octobre : Louis Laberge devient le nouveau chef de la FTQ[32].

### Novembre
- 12 novembre : le président De Gaulle donne son accord à une entente culturelle France-Québec[33].
- 20 novembre : la Commission Parent sur l'éducation dépose la deuxième tranche de son rapport. Elle recommande la création d'un nouveau niveau d'études qui ferait le pont entre le secondaire et l'université[34].
- 25 novembre : lors d'un remaniement ministériel, Claire Kirkland-Casgrain devient ministre des Transports et Communications[22].

### Décembre
- 4 décembre : le rapport de la commission d'enquête sur l'affaire Coffin est déposé. Wilbert Coffin est de nouveau reconnu coupable[35].

## Naissances
- Anne-Marie Péladeau (en) (fille du fondateur de Québecor Média Pierre Péladeau et sœur de Pierre Karl Péladeau)
- Brigitte Garceau (avocate et femme politique)
- Claude Reid (homme politique)
- Lucie Lecours (femme d'affaires, journaliste et femme politique)
- 21 janvier - Stéphane Bourguignon (écrivain)
- 31 janvier - Sylvie Bernier (athlète)
- 1er février -  Mario Pelchat, (chanteur, producteur)
- 2 février - Marie-Lise Pilote (humoriste)
- 12 février - Michel Petit  (joueur de hockey)
- 29 mars - Bruno Blanchet (comédien)
- 25 avril - Yves Courteau (joueur de hockey)
- 8 mai - Nathalie Roy (journaliste et femme politique)
- 6 juin - André Bellavance (chef par intérim du Bloc québécois)
- 9 juin - Alexis Martin (acteur, animateur, auteur, dramaturge, metteur en scène et scénariste)
- 18 juin - Gilbert Lachance (comédien)
- 23 juin - Nicolas Marceau (économiste, homme politique et universitaire)
- 2 juillet - Stéphan Bureau (journaliste et animateur de la télévision)
- 13 juillet - Yves Soutière (comédien)
- 2 août - Esther Bégin (journaliste)
- 7 août - Donald Martel (administrateur et homme politique)
- 8 août
  - - Gérard Deltell (journaliste et chef de l'ADQ)
  - - Sophie-Andrée Blondin (animatrice à Radio-Canada)
- 21 août - Martin Drainville (comédien)
- 29 août - Emmanuel Bilodeau (comédien)
- 6 octobre - Joël Baillargeon (joueur de hockey)
- 26 octobre - Marc Lépine (tueur de masse) († 6 décembre 1989)
- 30 octobre - Marie-Chantal Labelle (actrice) († 31 juillet 2016)
- 3 novembre - Christian Mistral (écrivain) († 23 novembre 2020)
- 4 novembre - Sylvie Roy (avocate et femme politique)
- 11 décembre - Michel Courtemanche (humoriste)
- 12 décembre - Romano Orzari (acteur et producteur)
- 20 décembre - Alex Hilton (boxeur)
- 30 décembre - Sylvie Moreau (actrice)

## Décès
- Henriette Tassé (écrivaine) (º 1870)
- 22 janvier - Irma LeVasseur (première femme médecin québécoise) (º 20 janvier 1877)
- 14 février - Conrad Gauthier (chanteur) (º 8 août 1885)
- 18 février - Joseph-Armand Bombardier (inventeur) (º 16 avril 1907)
- 25 mars - Charles Benjamin Howard (homme d'affaires et homme politique fédéral) (º 27 septembre 1885)
- 26 juin - Léo Dandurand (homme d'affaires) (º 9 juillet 1889)
- 7 août - Arsène Gagné (homme politique) (º 4 mai 1910)
- 24 septembre - Joseph-Léon Saint-Jacques (homme politique) (º 13 juillet 1877)
- 20 octobre - Roger Provost (syndicaliste) (º 1911)
- 14 décembre : Roland Beaudry (journaliste et homme politique) (º 14 février 1906)

### Articles généraux
- Chronologie de l'histoire du Québec (1960 à 1981)
- L'année 1964 dans le monde
- 1964 au Canada

### Articles sur l'année 1964 au Québec
- Samedi de la matraque
- Formule Fulton-Favreau

## Sources et références
1. ↑  Bilan du Siècle
2. ↑  Clément Fortin. L'affaire Coffin, une supercherie?. Éditions Wilson et Lafleur. 2007
3. ↑  Louis La Rochelle. En flagrant délit de pouvoir. Boréal Express. Montréal. 1982. p. 62
4. ↑  « Chaput cesse de jeûner et démissionne », Le Devoir,‎ 21 janvier 1964, p. 1
5. ↑  « Le bill 60 en troisième lecture aujourd'hui », Le Devoir,‎ 5 février 1964, p. 1
6. ↑  1964 Bill 16
7. ↑  Bilan du Siècle
8. ↑  Bilan du Siècle
9. ↑  Louis La Rochelle. En flagrant délit de pouvoir. Boréal. 1982. p. 65
10. 1 2  Idem, p. 66
11. ↑  Bilan du Siècle
12. ↑  Claude Ryan est nommé directeur du « Devoir ». Le Devoir. 2 mai 1964. p. 1
13. ↑  En flagrant délit de pouvoir, p. 66
14. ↑  Une caisse de placements en vue de l'essor économique du Québec?. Le Devoir. 16 mai 1964. p. 5
15. ↑  Bilan du Siècle
16. ↑  « Le Journal de Montréal », sur quebecor.com
17. ↑  Bilan du Siècle
18. ↑  1964-Bill 16
19. ↑  Bilan du Siècle
20. ↑  Chronologie parlementaire 1964
21. ↑  La CRO reconnait deux syndicats de la Régie des alcools. Le Devoir. 5 août 1964. p. 9
22. 1 2 3 4  « Chronologie parlementaire 1962-1964 » (consulté le 2 avril 2009)
23. ↑  CBVT-DT, SRC-TV, Quebec City
24. ↑  Bilan du Siècle
25. ↑  Bilan du Siècle
26. ↑  Jean Tainturier. Élisabeth II débarque à l'Anse au Foulon: peu pavoisé, Québec reste calme et froid. Le Devoir. 10 octobre 1964. p. 1, 2
27. ↑  Jean Tainturier. La police était prête à tout et Bourgault a dispersé ses partisans. Le Devoir. 10 octobre 1964. p. 1, 2
28. ↑  Bilan du Siècle
29. ↑  Jean Tainturier. Pendant que la reine Elizabeth préconise une nouvelle Constitution pour le Canada, Québec reste indifférent mais sa police est d'une grande brutalité.. Le Devoir. 12 octobre 1964. p. 1, 2
30. ↑  En flagrant délit de pouvoir, p. 74
31. ↑  M. Roger Provost est décédé hier. Le Devoir. 21 octobre 1964. p. 1
32. ↑  Bilan du Siècle
33. ↑  Dale C. Thompson. De gaulle et le Québec. Éditions du Trécarré. 1990. p. 171
34. ↑  En flagrant délit de pouvoir, p. 75
35. ↑  L'affaire Coffin, une supercherie?